# اد اسکرین
اد اسکرین (به انگلیسی: Ed Skrein) (زاده ۲۹ مارس ۱۹۸۳) بازیگر و رپر انگلیسی است.
از فیلم‌های معروف او می‌توان به بازی در فیلم های ترانسپورتر: سوخت‌گیری مجدد ، ددپول، میدوی (فیلم ۲۰۱۹) اشاره کرد.